# Henry Yglesias
Herbert Ramon "Henry" Yglesias, född 14 maj 1867 i Brighton, Sussex, död 20 augusti 1949 i Wandsworth, London, var en brittisk konståkare. Han deltog i olympiska spelen 1908 i London i singel herrar, men inte slutförde tävlingen. Efter karriären blev han domare i konståkning och deltog som domare i två olympiska spel: 1920 och 1924.